# Vallentunakalendariet

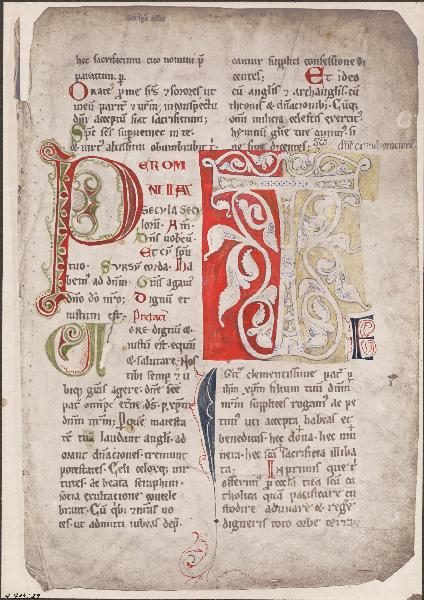
Sida ur Vallentunakalendariet.

Vallentunakalendariet (Calendarium  valentunense) är en medeltidsurkund från 1198. 
Kalendern utgörs av åtta pergamentblad- Fem av dem har ingått i en försvunnen mässbok med latinska böner. Det egentliga kalendariet består av en datumlista med helgondagar och anteckningar om kyrkans högtider. Vem som präntade pergamenten är inte känt. Kalendern innehåller även senare gjorda anteckningar, sannolikt skrivna i Uppland eller Södermanland. Bland annat berättas om märkligare tilldragelser från 1200-talets mitt till medeltidens slut, som att kung Magnus avled den 18 december 1290. Kalendern tillhörde fordom Vallentuna kyrka i Uppland.